# Sailfish OS
Sailfish OS — операційна система з відкритим початковим кодом (але закритим кодом інтерфейсу користувача) та використанням компонентів з відкритим кодом на базі ядра Linux, здебільшого направлена на смартфони. Розроблюється з 2012-го року компанією Jolla, заснованою колишніми співробітниками Nokia з метою розробки нових смартфонів, побудованих на базі Linux-платформи MeeGo, у співпраці з проєктом Mer, і підтримкою Sailfish Alliance.
Платформа Sailfish примітна використанням графічного стека на базі Wayland і Qt5, а також наявністю прошарку для безшовного виконання застосунків, створених для платформи Android.  Системні компоненти операційної системи Sailfish засновані на напрацюваннях проєкту Mer (форк MeeGo) і Mer-дистрибутиву Nemo, які використовуються для взаємодії з обладнанням, контролю за енергоспоживанням, управління установкою застосунків, роботи з мультимедіа та персональною інформацією.  Поверх системних компонентів Mer запускається інтерфейс користувача, побудований на базі Qt5 з використанням технологій QML і Qt Quick. Підтримуються стандартні API Qt Mobility. Для розробки користувацьких застосунків пропонується використовувати Qt Quick. 
Особливістю інтерфейсу Sailfish є управління з активним використанням екранних жестів і задіяння вертикальної моделі розміщення контенту, що передбачає використання екранних жестів гортання для переходу від одного екрана до іншого (наприклад, можна "перегорнути" домашній екран і потрапити на екран зі списком застосунків або на екран з оглядом подій).  Доступ до меню відкривається екранним жестом при неповному зрушенні вмісту вниз.  Домашній екран виступає в ролі інтерфейсу для швидкого запуску і переходу між запущеними застосунками (відображається огляд запущених у цей час застосунків зі зведеною інформацією з активності в кожній з програм).